# Розівська сільська рада (Саратський район)
Ро́зівська сільська́ ра́да — колишня  адміністративно-територіальна одиниця та орган місцевого самоврядування в Саратському районі Одеської області. Адміністративний центр — село Розівка.

## Загальні відомості
Розівська сільська рада утворена в 1928 році.
- Територія ради: 15,13 км²
- Населення ради: 814 особи (станом на 2001 рік)
- Територією ради протікає річка Хаджидер

## Населені пункти
Сільській раді підпорядковані населені пункти:
- с. Розівка

## Населення
За переписом населення України 2001 року в сільській раді мешкало 809 осіб.

### Мова
Розподіл населення за рідною мовою за даними перепису 2001 року:
| Мова       | Відсоток |
| ---------- | -------- |
| болгарська | 35,38 %  |
| російська  | 34,64 %  |
| українська | 28,01 %  |
| молдовська | 1,84 %   |
| вірменська | 0,12 %   |

## Склад ради
Рада складається з 12 депутатів та голови.
- Голова ради: Отян Лариса Григорівна

### Керівний склад попередніх скликань
| Прізвище, ім'я, по батькові | Основні відомості                                                 | Дата обрання | Дата звільнення |
| --------------------------- | ----------------------------------------------------------------- | ------------ | --------------- |
| Отян Лариса Григорівна      | Сільський голова, 1961 року народження, освіта вища, позапартійна | 26.03.2006   | 31.10.2010      |
| Отян Лариса Григорівна      | Сільський голова, 1961 року народження, освіта вища, позапартійна | 31.10.2010   |                 |

Примітка: таблиця складена за даними сайту Верховної Ради України

### Депутати
За результатами місцевих виборів 2010 року депутатами ради стали:

#### За суб'єктами висування
| Суб'єкт висування                                       | Кількість обраних депутатів | %    |
| ------------------------------------------------------- | --------------------------- | ---- |
| Партія регіонів                                         | 7                           | 58,3 |
| Соціалістична партія України                            | 2                           | 16,7 |
| Політична партія Всеукраїнське об'єднання «Батьківщина» | 1                           | 8,3  |
| Політична партія «Сильна Україна»                       | 1                           | 8,3  |
| Самовисування                                           | 1                           | 8,3  |

#### За округами
| № округу                                                | Прізвище, ім'я, по батькові  | Дата визнання обраним | Освіта  | Партійна приналежність                        | Відомості про обраного депутата                                 |
| ------------------------------------------------------- | ---------------------------- | --------------------- | ------- | --------------------------------------------- | --------------------------------------------------------------- |
| Партія регіонів                                         |                              |                       |         |                                               |                                                                 |
| 1                                                       | Чугунніков Григорій Петрович | 10.11.2010            | середня | позапартійний                                 | ВАТ «Одесса винпром», водій                                     |
| 3                                                       | Казінова Марія Михайлівна    | 10.11.2010            | вища    | позапартійна                                  | Кулевчанська загальноосвітня школа, вчитель                     |
| 4                                                       | Попов Михайло Миколайович    | 10.11.2010            | вища    | позапартійний                                 | ВАТ"Южний", бригадир                                            |
| 7                                                       | Тарасов Віктор Іванович      | 10.11.2010            | вища    | позапартійний                                 | ВАТ"Южний", завсклад                                            |
| 9                                                       | Каланжов Юрій Володимирович  | 10.11.2010            | вища    | позапартійний                                 | ВАТ"Южний", бригадир                                            |
| 11                                                      | Отян Олександр Анатолійович  | 10.11.2010            | вища    | позапартійний                                 | ВАТ"Южний", інженер з техники безпеки                           |
| 12                                                      | Бондаренко Наталя Миколаївна | 10.11.2010            | вища    | позапартійна                                  | Розівська загальноосвітня школа, вчитель                        |
| Політична партія Всеукраїнське об'єднання «Батьківщина» |                              |                       |         |                                               |                                                                 |
| 10                                                      | Варзар Анатолій Іванович     | 10.11.2010            | вища    | член Всеукраїнського об'єднання «Батьківщина» | Розівська загальноосвітня школа, кочегар                        |
| Політична партія «Сильна Україна»                       |                              |                       |         |                                               |                                                                 |
| 8                                                       | Попова Ольга Харлампівна     | 10.11.2010            | вища    | член Політичної партії «Сильна Україна»       | Розівська загальноосвітня школа, завідувачка по виховній роботі |
| Соціалістична партія України                            |                              |                       |         |                                               |                                                                 |
| 2                                                       | Кімуржий Іван Іванович       | 10.11.2010            | вища    | позапартійний                                 | сільськогосподарський виробничий кооператив «Росія», бригадир   |
| 6                                                       | Карнафель Олег Алімович      | 10.11.2010            | середня | позапартійний                                 | ВАТ «Одесса винпром», машиніст холодильних споруд               |
| Самовисування                                           |                              |                       |         |                                               |                                                                 |
| 5                                                       | Вєльчев Іван Павлович        | 10.11.2010            | середня | позапартійний                                 | ВАТ"Южний", газозварювальник                                    |